# Parasmittina johni
Parasmittina johni är en mossdjursart som beskrevs av Ratna Guha och Gopikrishna 2007. Parasmittina johni ingår i släktet Parasmittina och familjen Smittinidae. Inga underarter finns listade i Catalogue of Life.